# Santo Stefano del Sole
Santo Stefano del Sole est une commune italienne de la province d'Avellino, dans la région Campanie.

## Administration
| Période                                  | Période | Identité | Étiquette | Qualité |
| ---------------------------------------- | ------- | -------- | --------- | ------- |
|                                          |         |          |           |         |
| Les données manquantes sont à compléter. |         |          |           |         |

### Communes limitrophes
Atripalda, Cesinali, San Michele di Serino, Santa Lucia di Serino, Serino, Sorbo Serpico, Volturara Irpina